# Protubera clathroidea
Protubera clathroidea är en svampart som beskrevs av Dring 1964. Protubera clathroidea ingår i släktet Protubera och familjen Phallogastraceae.   Inga underarter finns listade i Catalogue of Life.